# 大谷インターチェンジ
大谷インターチェンジ（おおたにインターチェンジ）は、鳥取県岩美郡岩美町大谷にある山陰近畿自動車道のインターチェンジである。鳥取方面のみ出入り可能なハーフインターチェンジである。

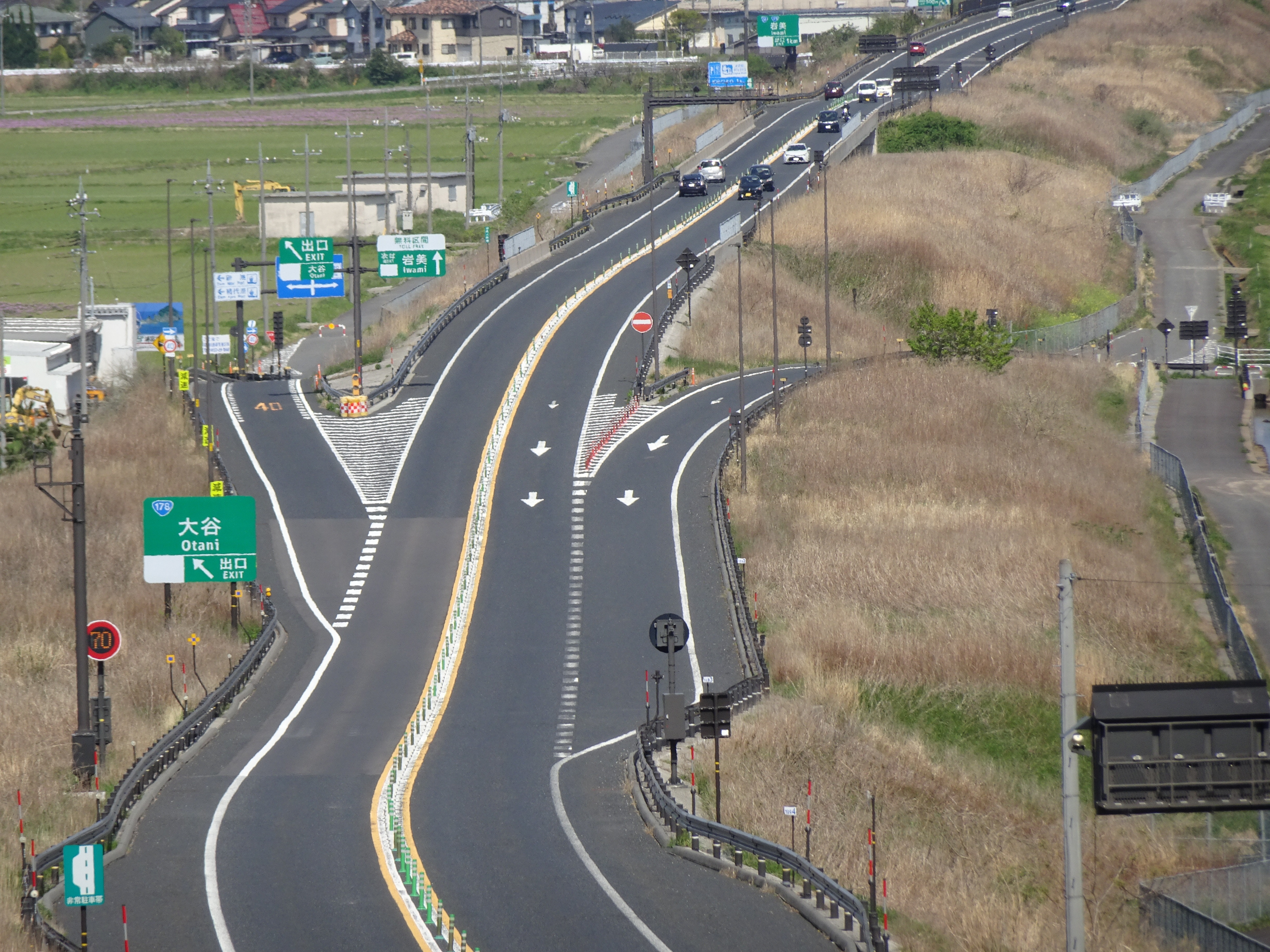
大谷インターチェンジ(国道178号から撮影）

## 歴史
- 2014年（平成26年）3月22日 : 福部IC - 岩美IC間開通[1]。

## 道路
- E9 山陰近畿自動車道

## 接続する道路
- 鳥取県道27号網代港線

## 隣
E9 山陰近畿自動車道
福部IC - 大谷IC（鳥取方面出入口） - 岩美IC